# Jamie Waylett
Jamie Michael Colin Waylett, född 21 juli 1989 i Kilburn i London, är en brittisk skådespelare.
Waylett är känd för att spela Vincent Crabbe, en av Draco Malfoys ständiga medhjälpare i Harry Potter. Han har medverkat från den första filmen, Harry Potter och de vises sten, till den sjätte filmen, Harry Potter och Halvblodsprinsen.
Den 7 april 2009 greps Waylett och en vän av polisen. Poliserna sökte sedan igenom deras fordon och hittade en kniv och åtta påsar med cannabis. Bilder på en kamera ledde polisen till Wayletts mammas hus, där ytterligare cannabisplantor upptäcktes odlas. Waylett åtalades en månad senare för innehav av drogen. Han dök upp i rätten den 16 juli och erkände sig skyldig till att ha odlat växterna i sin mors hem, men hävdade att de var för hans personliga bruk och inte för distribution.[6] Den 21 juli dömdes han till 120 timmars samhällstjänst. Han hade tidigare anklagats för att ha använt kokain i oktober 2006.
Den 14 oktober 2011 arresterades Waylett för sitt deltagande i upploppen i London i augusti. Metropolitan Police anklagade honom för "våldsam störning, att ha en artikel med avsikt att förstöra eller skada egendom och att ta emot stöldgods". Han anklagades specifikt för att ha innehaft en molotovcocktail när han plundrade ett apotek i Chalk Farm, London. Han åtalades också för att ha odlat cannabis efter att polisen hittat femton plantor under en husrannsakan i hans hem. Den 20 mars 2012 dömdes han till två års fängelse för att ha deltagit i upploppen

## Filmografi
- Harry Potter och de vises sten (2001)
- Harry Potter och Hemligheternas kammare (2002)
- Harry Potter och fången från Azkaban (2004)
- Harry Potter och den flammande bägaren (2005)
- Harry Potter och Fenixorden (2007)
- Harry Potter och Halvblodsprinsen (2009)